# Ilema preangerensis
Ilema preangerensis är en fjärilsart som beskrevs av Franciscus J.M. Heylaerts 1892. Ilema preangerensis ingår i släktet Ilema och familjen tofsspinnare. Inga underarter finns listade i Catalogue of Life.